# Scotospilus maindroni
Scotospilus maindroni är en spindelart som först beskrevs av Simon 1906.  Scotospilus maindroni ingår i släktet Scotospilus och familjen panflöjtsspindlar. Inga underarter finns listade i Catalogue of Life.